# Jovan Divnić
Jovan Divnić, né le 25 avril 2002 à Sremska Mitrovica, est un coureur cycliste serbe.

## Biographie
En 2019, Jovan Divnić est sacré champion de Serbie sur route juniors. Deux ans plus tard, il s'impose sur une étape du Tour de Serbie,. Il devient ensuite champion national de cyclo-cross espoirs en 2022. La même année, il termine troisième d'une étape du Tour d'Albanie, sous les couleurs de l'équipe Meridiana Kamen.

## Palmarès sur route

### Par année
- 2019
  -  Champion de Serbie sur route juniors
- 2020
  - 2e du championnat de Serbie du contre-la-montre juniors
- 2021
  - 2e étape du Tour de Serbie
  - 2e du championnat de Serbie du contre-la-montre espoirs
- 2022
  - 3e du championnat de Serbie du contre-la-montre espoirs
- 2023
  - 2e du championnat de Serbie du critérium
- 2024
  - Ulicama Save Šumanović
  - 2e du championnat de Serbie sur route espoirs
  - 2e du championnat de Serbie sur route
- 2025
  - 2e étape du Tour d'Albanie
  - 3e du championnat de Serbie sur route

### Classements mondiaux
| Année           | 2021 | 2022   | 2023 |
| --------------- | ---- | ------ | ---- |
| UCI Europe Tour | 866e | 1 205e | 864e |

## Palmarès en cyclo-cross
- 2017-2018
  - 2e du championnat de Serbie de cyclo-cross cadets
- 2021-2022
  -  Champion de Serbie de cyclo-cross espoirs